# مجلس الخلاص الوطني
كان مجلس الفداء الوطني (بالإنجليزية: National Redemption Council)‏ هو الحكومة العسكرية الغانية الحاكمة في الفترة من 13 يناير 1972إلى 9 أكتوبر 1975. وكان رئيسها العقيد إغناطيوس كوتو أتشيمبونج، الذي كان بالتالي أيضًا رئيس دولة غانا.

## مدة الحكم
جاء مجلس الفداء الوطني إلى السلطة من خلال انقلاب غير دموي بقيادة أتشيمبونج، والذي أطاح بحكومة حزب التقدم المنتخبة ديمقراطياً برئاسة الدكتور كوفي أبريفا بوسيا، وذلك أثناء وجود الدكتور بوسيا في المملكة المتحدة لأسباب طبية. تم تعليق الدستور وحظر جميع الأحزاب السياسية. كان أحد المظالم الرئيسية التي أدت إلى الانقلاب هو تخفيض قيمة العملة الذي تم في ظل نظام PP.
في 9 أكتوبر 1975، تم استبدال مجلس الفداء الوطني بالمجلس العسكري الأعلى. تألف تكوينها من الرئيس أتشيمبونج، الذي تمت ترقيته مباشرة من عقيد إلى فريق أول، وفريد أكوفو رئيس أركان الدفاع. تمت ترقية بعض الضباط، وتغيير بعض الحقائب، وإسقاط العديد من الآخرين.